# Монумент Незалежності

Монуме́нт Незале́жності — тріумфальна колона в Києві, присвячена незалежності України. Розташована у центрі міста на Майдані Незалежності.

## Архітектурні параметри
Стилістично це суміш українського бароко та ампіру. Монумент споруджено в композиційному центрі Майдану Незалежності у Києві на честь десятиріччя незалежності України у 2001 році. Це колона, яка увінчана фігурою жінки («Берегині») з калиновою гілкою в руках, висота монумента — 61 метр. Як модель для статуї Берегині автор Анатолій Кущ вибрав свою дочку, художницю зі світовим ім'ям Христину Катракіс.
Колона, облицьована білим італійським мармуром, стоїть на постаменті у вигляді християнського храму в стилі українського бароко, прототипом якого є Брама Заборовського. На колоні стоїть статуя Оранти України — дівчини, одягненої в український національний костюм, яка тримає в руках калинову гілку. Окремі елементи скульптури — калинова гілка, орнамент на одязі й стрічки вінка покриті золотом. Маса скульптури з литої бронзи — близько 20 тонн.

## Сейсмологічна безпека
Щоб гарантувати безпеку монумента за будь-яких можливих природних катаклізмів інженери при будівництві статуї використовували технічні механізми схожі з тими, які використовували для монумента Батьківщина-Мати. Щоб через вітрові навантаження або внаслідок землетрусу не порушилася стійкість скульптури, під нею в середині колони підвішений своєрідний маятник вагою півтори тонни, який гасить коливання, коли вона піддається зовнішньому впливу. Монумент із залізобетонним каркасом всередині може витримати ураган, здатний зривати дахи будинків та перевертати автомобілі. У середині колони — гвинтові сходи.

## Галерея

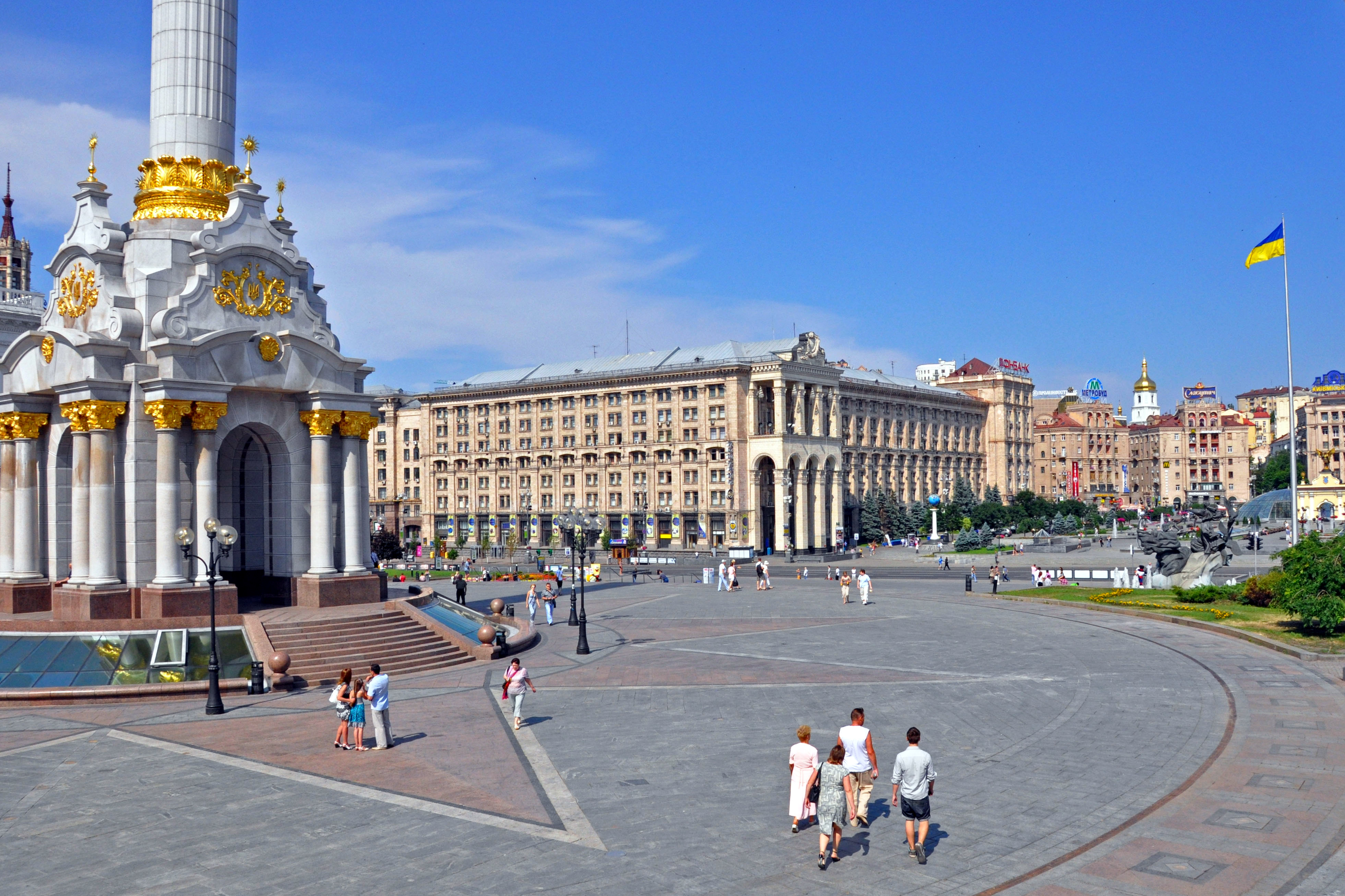
Нижня частина пам'ятника
Вид на пам'ятник з ТЦ «Глобус»
Вигляд з боку вулиці Хрещатик

## У мистецтві

### У філателії
17 серпня 2021 року Укрпошта ввела в обіг марку «Монумент Незалежності (2001), Київ» і випустила блок «Монумент Незалежності (2001), Київ».

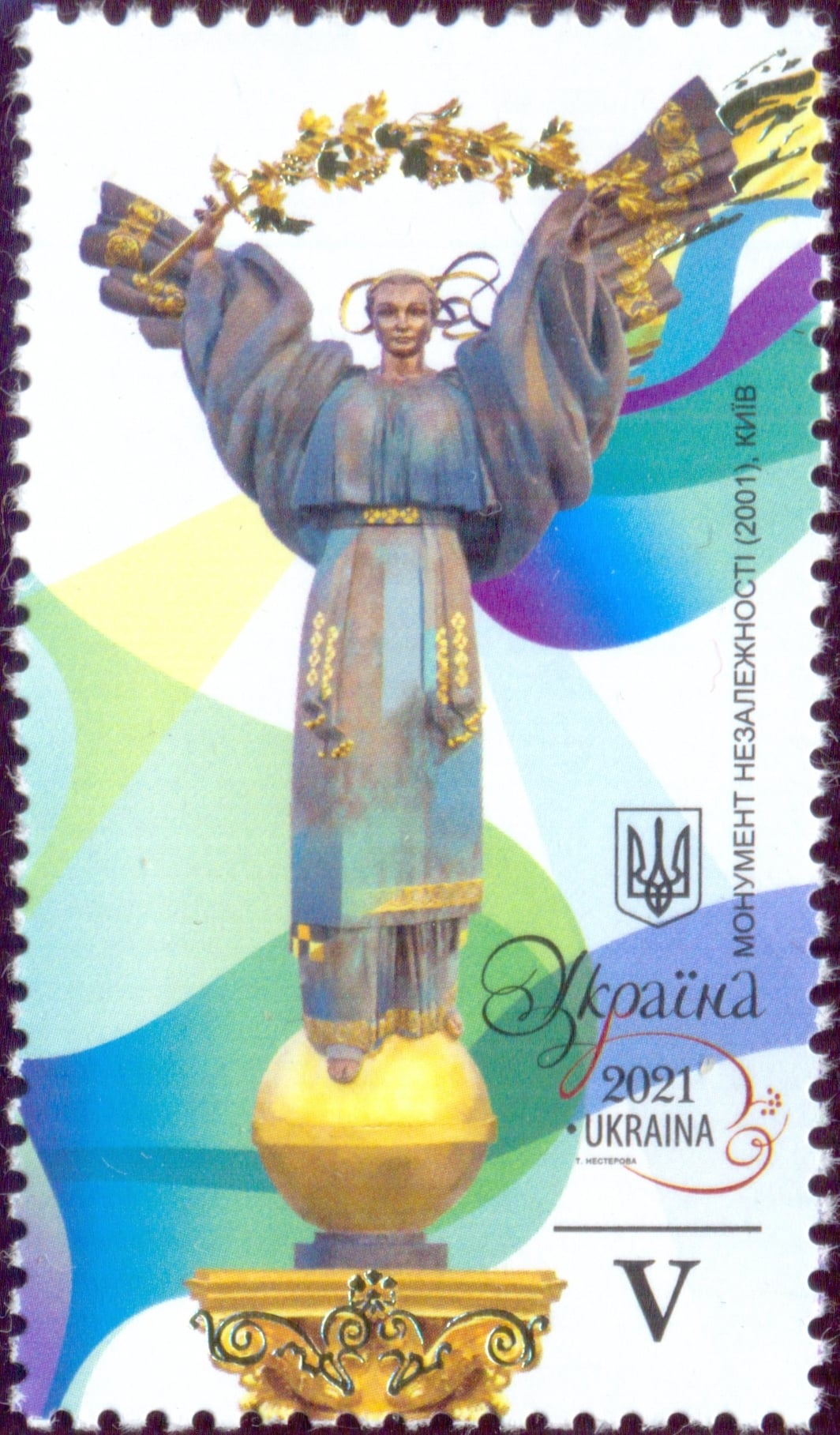
Марка «Монумент Незалежності (2001), Київ»
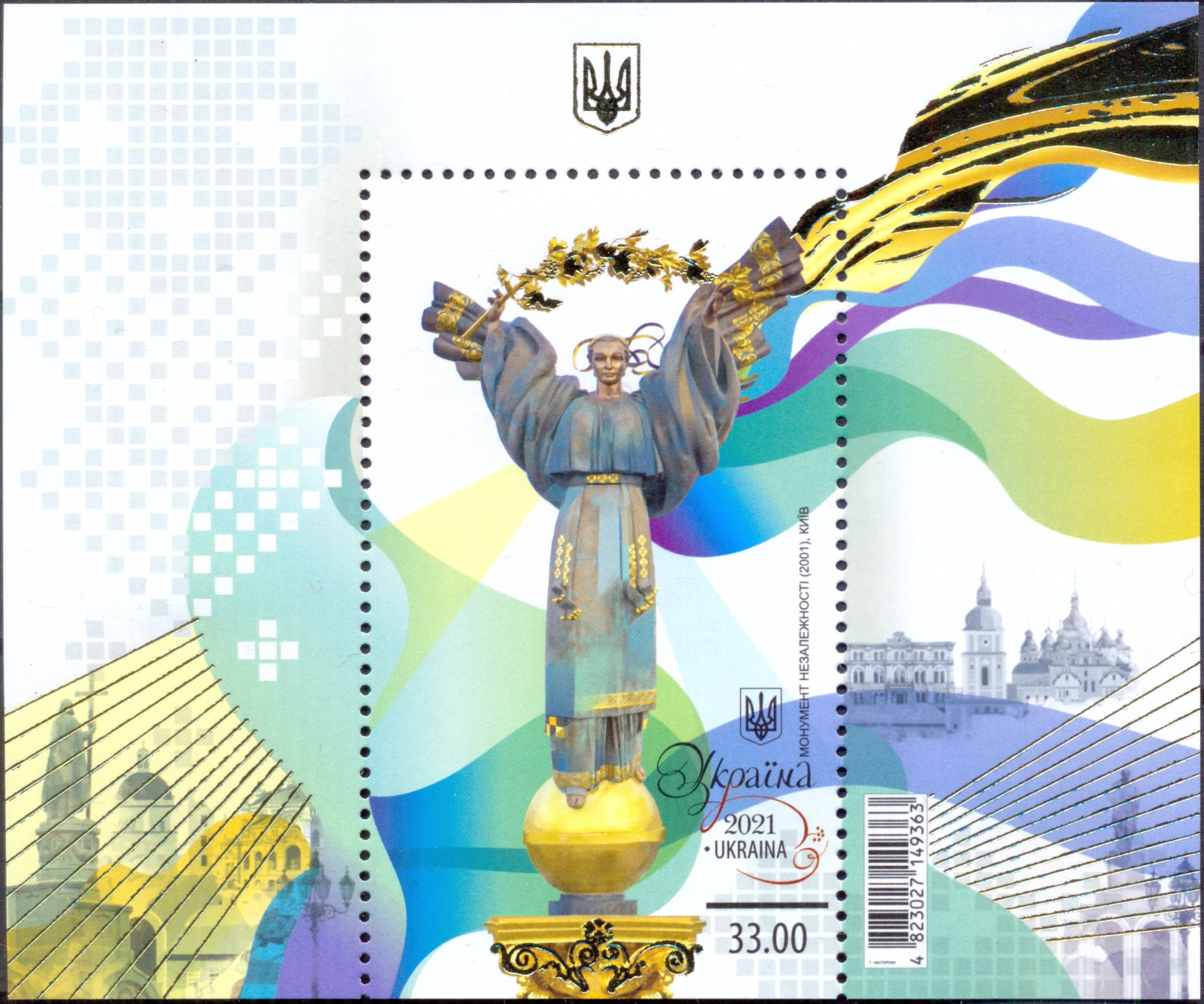
Блок «Монумент Незалежності (2001), Київ»

### У нумізматиці
17 серпня 2021 року Національний банк України ввів у обіг пам'ятну золоту монету «До 30-річчя незалежності України». Пам'ятник зображено на реверсі монети.